# Acacia santosii
Acacia santosii är en ärtväxtart som beskrevs av Gwilym Peter Lewis. Acacia santosii ingår i släktet akacior, och familjen ärtväxter. Inga underarter finns listade i Catalogue of Life.